# Catherine Labouré
Pour les articles homonymes, voir Sainte Catherine (homonymie) et Labouré.
Sœur Catherine Labouré, née le 2 mai 1806 à Fain-lès-Moutiers, en France et décédée le 31 décembre 1876 à Paris, est une religieuse française de la congrégation des Filles de la charité de Saint-Vincent-de-Paul. Elle a fait part à son confesseur, le père Aladèle, des apparitions de la Vierge Marie qu'elle dit avoir eues en juillet, novembre et décembre 1830 durant son noviciat (appelé séminaire chez les Filles de la charité), en la chapelle de son couvent de la rue du Bac à Paris.
Cet événement est à l'origine de la « Médaille miraculeuse », qui est diffusée en plusieurs millions d'exemplaires en quelques années. Cette médaille est toujours portée de nos jours par de nombreux catholiques.
Catherine est béatifiée en 1933, puis canonisée en 1947 par Pie XII. La fête liturgique de sainte Catherine Labouré est commémorée par la famille vincentienne le 28 novembre et par l'Église catholique (martyrologe romain) le 31 décembre,.

## Biographie

### Jeunesse

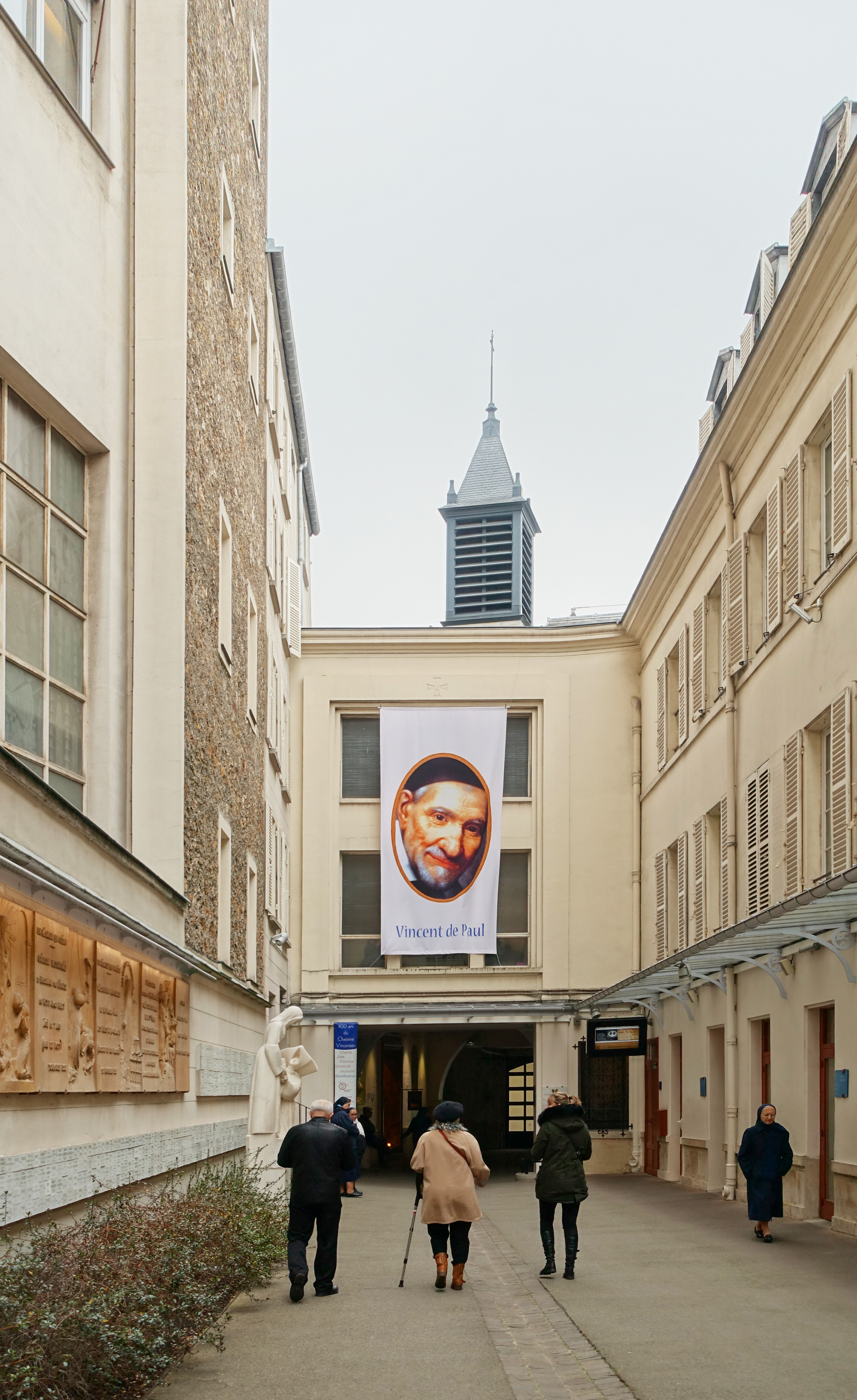
Cour et entrée de la chapelle du couvent des Filles de la charité, au 136-140 rue du Bac, à Paris.

Catherine est née à Fain-lès-Moutiers, village Bourguignon de 396 habitants, le 2 mai 1806, huitième des dix enfants du fermier Pierre Labouré (1787-1844) et de son épouse Madeleine Gontard (1769-1815) qui meurt le 9 octobre 1815, alors que Catherine n'a que neuf ans. Catherine, que sa famille appelle Zoé, développe une affection particulière pour la Vierge Marie,.
Étant donné les circonstances familiales, elle est placée chez sa tante avec sa sœur cadette Tonine puis à douze ans, après sa communion reçue le 25 janvier 1818, elle revient à la ferme de son père où elle s'occupe du ménage, de la cuisine et des bêtes (traite des vaches, nourrissage des porcs et des 800 pigeons), si bien qu'elle ne va pas à l'école. Sa sœur aînée Marie-Louise entre chez les Filles de la charité.
À 18 ans, elle raconte avoir vu dans un songe, un vieux prêtre célébrant la messe, qui l’interpellait en lui disant : « Ma fille, c'est bien de soigner les malades. Vous me fuyez maintenant, mais un jour vous serez heureuse de venir à moi. Dieu a ses desseins sur vous. Ne l'oubliez pas ! ».
Une cousine se propose de prendre Catherine à Châtillon-sur-Seine dans un pensionnat réputé qu'elle dirige et où elle apprend à lire et écrire. Elle est confirmée dans sa décision de devenir religieuse lorsqu'elle découvre par hasard, dans la maison des Sœurs de la charité à Châtillon-sur-Seine, un tableau de Vincent de Paul, qui a fondé cet ordre, en qui elle reconnaît le vieux prêtre qu'elle avait vu en rêve,.
Son père qui désire la marier et la détourner de ce choix, l'envoie travailler à Paris, où un de ses frères tient une cantine pour ouvriers. Elle y découvre la misère du peuple, ce qui l'incite d'autant plus à entrer chez les religieuses de Saint-Vincent-de-Paul.
Après trois mois de discernement à la maison des Sœurs de la charité de Châtillon-sur-Seine, elle commence son noviciat le 21 avril 1830 à la maison-mère située rue du Bac à Paris. Le 30 janvier 1831, elle prend l'habit et prononce ses vœux. Elle est envoyée le 5 février 1831 à l'hospice d'Enghien qui recueille les vieillards, notamment les anciens serviteurs de la Maison d'Orléans.
L'hospice est situé dans le village de Reuilly au sud-est de Paris et elle y reste jusqu'à la fin de sa vie.
Cette fille de paysan y fait preuve d'un caractère affirmé, voire un peu fruste, s'occupant également de la ferme de l'hospice, nourrissant les volailles et nettoyant l'étable. « Elle passait inaperçue », dira d’elle une religieuse.
Pieuse, elle est également sujette à des visions ou à des prémonitions qu'elle ne révèle qu'à son confesseur et à sa supérieure. Ainsi, elle raconte avoir vu, par trois fois, trois jours de suite « le cœur de saint Vincent de Paul » (le 25 avril 1830), puis, durant son noviciat, plusieurs apparitions de « Jésus dans l'Eucharistie », et une vision du Christ Roi, le 6 juin 1830,. Sa vie entière sera marquée par un profond silence.

### Apparitions de la Sainte Vierge

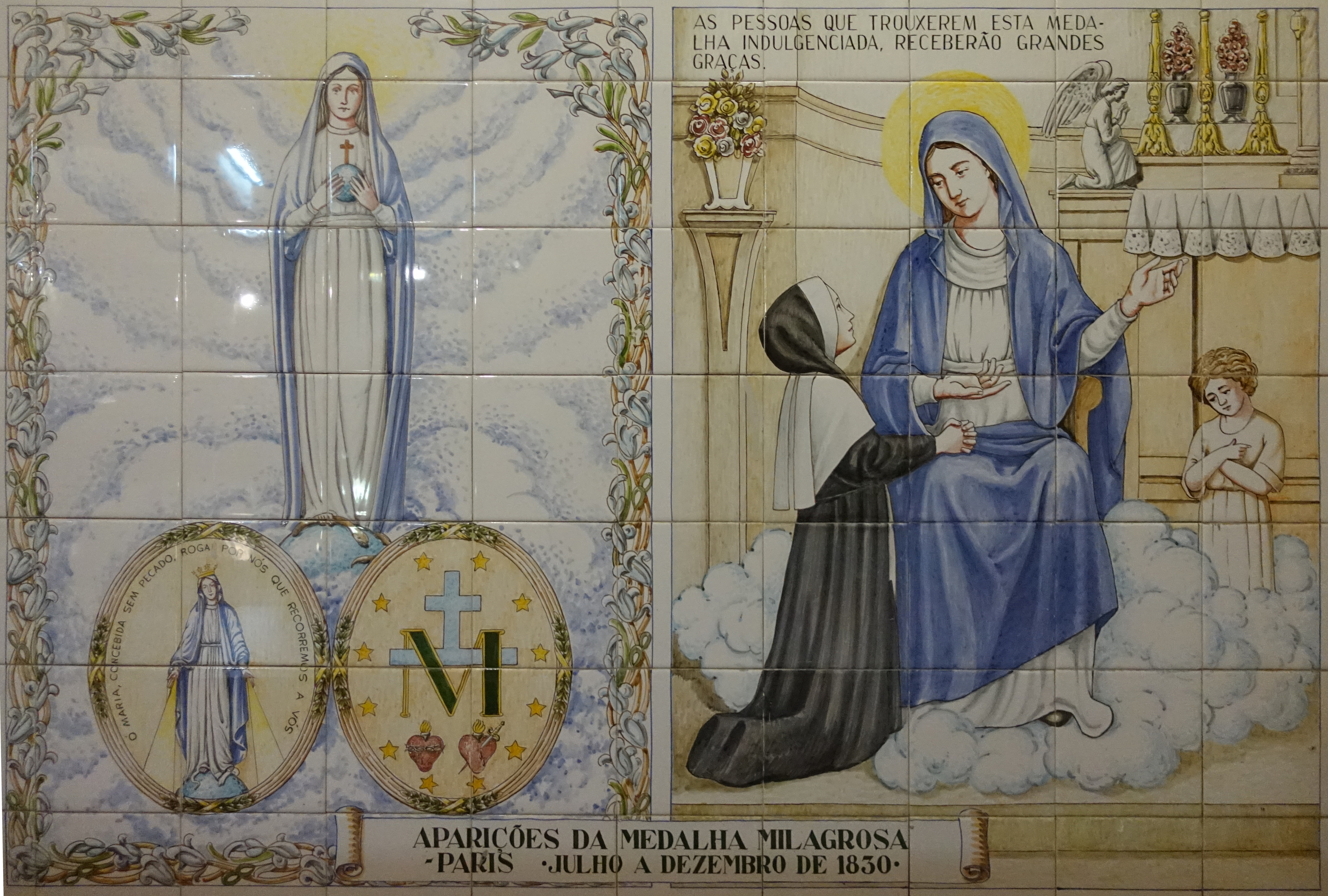
Azulejos représentant la première apparition de la Vierge à Catherine.

Catherine révèle à son confesseur seul que, pendant son noviciat, dans la nuit du 18 juillet 1830, veille de la fête de Vincent de Paul, elle aurait été réveillée par un petit enfant qui lui dit : « Ma sœur, tout le monde dort bien. Venez à la chapelle. La Sainte Vierge vous attend. » Croyant rêver, Catherine se lève, s'habille et suit l'enfant. Arrivée à la chapelle, elle entend bientôt le « froissement d'une robe de soie » s'approcher d'elle. La Sainte Vierge est là, resplendissante, et lui parle durant deux heures, lui confiant que Dieu a une difficile mission pour elle,.
Le 27 novembre 1830, Catherine rapporte que la Sainte Vierge était revenue lors de l'oraison du soir. La Vierge se tenait debout sur un globe, avec un serpent qu'elle écrase sous son pied, et portant à ses doigts des anneaux de différentes couleurs d'où jaillissaient des rayons de lumière sur le globe. Tout autour apparaissaient les mots « Ô Marie conçue sans péché, priez pour nous qui avons recours à vous », et la Vierge dit : « C'est l'image des grâces que je répands sur les personnes qui me les demandent », et, pour expliquer les anneaux qui ne projetaient pas de rayons, elle ajouta : « C'est l'image des grâces que l'on oublie de me demander ».
Puis le tableau paraît se retourner. C'est le revers de la médaille : un grand M, initiale de Marie, surmonté de la Croix. Au-dessous, deux cœurs : celui de Jésus, couronné d'épines, et celui de Marie, percé par un glaive, douze étoiles entourant ce tableau,.
Catherine dit avoir alors entendu la Sainte Vierge Marie lui demander de porter ces images à son confesseur, en lui disant de les faire frapper sur des médailles car « tous ceux qui la porteront avec confiance recevront mes grâces »,.
La Vierge avait en outre demandé à Catherine de rassembler une confrérie d’enfants de Marie. En 1837, les Filles de la charité et les Lazaristes répondent à ce vœu en fondant les Enfants de Marie Immaculée.

### Médaille miraculeuse

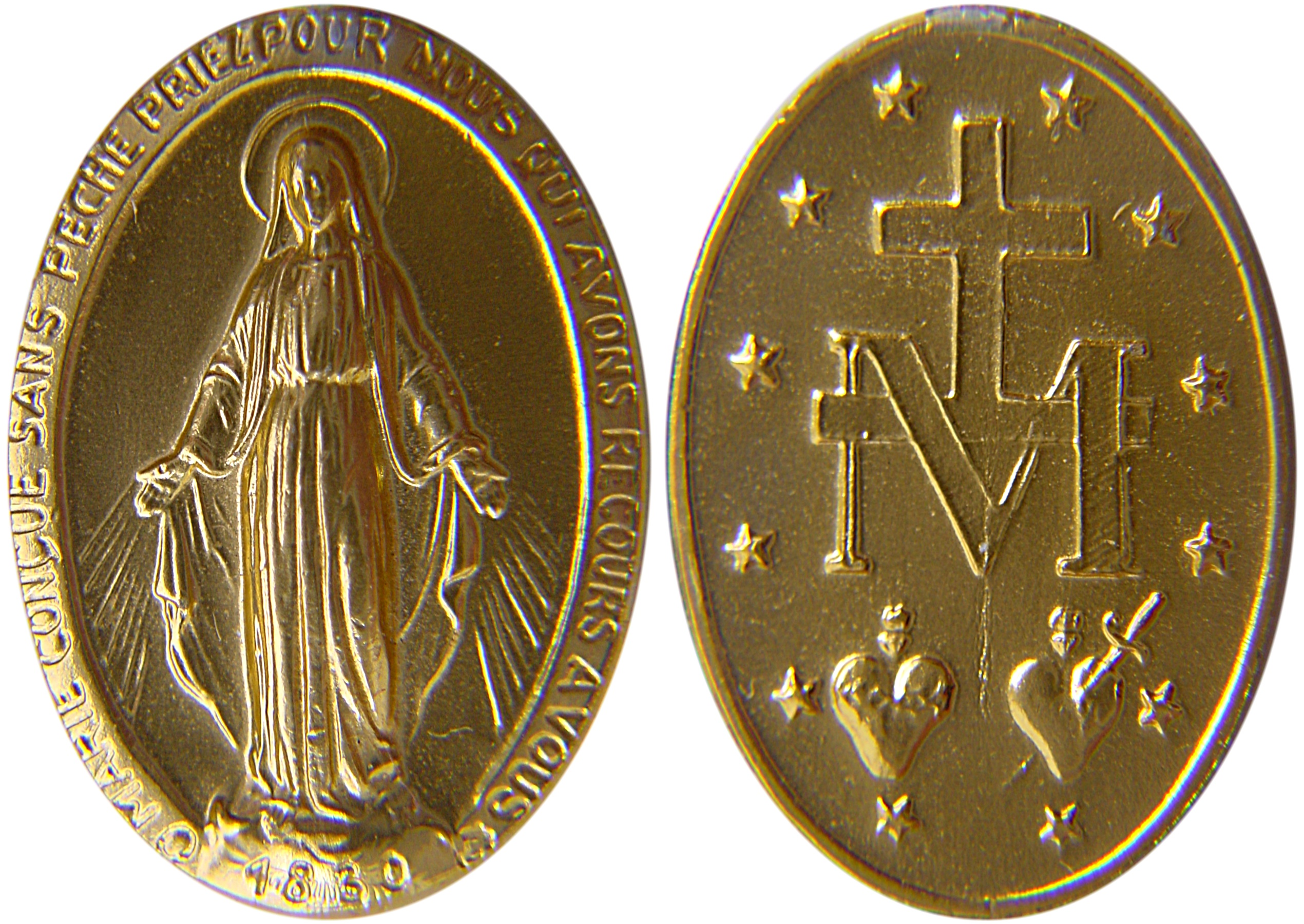
Les deux faces de la version récente de la médaille miraculeuse.

Après deux ans d'enquête et d'observation de la conduite de Catherine, le prêtre informe l'archevêque de Paris, sans lui révéler l'identité de la religieuse, de la demande de faire réaliser des médailles. La requête est approuvée et les médailles sont frappées. Elles deviennent extrêmement populaires, notamment durant l'épidémie de choléra de 1832 : en quelques années, plusieurs millions de médailles sont diffusées dans le monde. Très vite des « miracles » sont rapportés et attribués à cette médaille. Un des « miracles » les plus retentissants, et qui sera reconnu par l'Église catholique après un procès canonique, est la conversion d'un Juif, Alphonse Ratisbonne, en 1842. Sa conversion, puis son entrée dans l'Ordre des Jésuites, seront largement médiatisées.
Bien que la foi en l'Immaculée Conception de la Vierge Marie fût largement répandue, la doctrine n'avait pas encore été définie, et le dogme n'était pas encore proclamé à cette date. Le pape Pie IX, le 8 décembre 1854, proclamera solennellement le dogme de l'Immaculée Conception.

### La Croix de la Victoire
Quelques mois après la fin de la Révolution de 1848, Catherine Labouré aurait eu la vision d’une « Croix de la Victoire », d'un monument qu’il faudrait édifier à Paris. Elle s’empresse d’aller le dire à M. Aladel [son confesseur], deux fois, et même de le mettre par écrit, à chaud, dès le 30 juillet 1848, de crainte d’oublier un détail : « Il y aura des ennemis de la religion qui chercheront et promèneront une Croix couverte d’un voile noir qui portera la terreur dans les esprits. Mais la Croix triomphera. Il y aura une Croix que l’on appellera la Croix de la Victoire, qui portera la livrée de la nation, elle sera plantée du côté de Notre-Dame, sur la place des victimes. La voici : une Croix sera faite d’un bois précieux, étranger. Elle sera garnie. Elle aura des pommes d’or aux extrémités. Le Christ sera grand ; la tête penchée du côté du cœur, la plaie du côté droit où il coule beaucoup de sang. La livrée de la nation dans le haut de la colonne. Le blanc, c’est l’innocence, voltigeant sur la couronne d’épines. Le rouge représente le sang ; le bleu, c’est la livrée de la Sainte Vierge ».
Et de continuer : « Cette croix sera appelée la Croix de la Victoire. Elle sera en grande vénération. De toute la France et des pays les plus éloignés, et même de l’étranger, les uns y viendront par dévotion, les autres en pèlerinage, et d’autres par curiosité. Enfin, il se fera des protections toutes particulières qui tiendront du miracle. Il ne viendra pas une personne à Paris qui ne vienne voir et visiter cette croix, comme une œuvre d’art ».
« Sur le pied de la Croix, il sera représenté toute cette révolution, telle qu’elle s’est passée. Le pied de la croix m’a paru avoir de 10 à 12 pieds [environ 3,5 mètres] en carré, et la croix de 15 à 20 pieds [de 4,5 à 6 mètres] en hauteur. Et, une fois élevée, elle m’apparaissait à peu près de 30 pieds [9 mètres] de hauteur. Sous cette croix, il reposera une partie des morts et des blessés pendant les événements si pénibles... ».
« Ici, un bras paraît, une voix se fait entendre : "le sang coule !" En montrant du doigt le sang : "L’innocent meurt, le pasteur donne sa vie." » [...]
« La croix m'apparut de toute beauté. Notre-Seigneur était comme s'il venait de mourir. La couronne d'épines sur Sa tête, les cheveux épars dans la couronne par-derrière, la tête penchée du côté du cœur ».
Mais l’abbé Aladel, son confesseur, n’en tient pas compte. C’est pourquoi, elle lui écrit peu après une lettre :
« […] Je vous parle de cette croix, après avoir consulté le Bon Dieu, la Sainte Vierge et notre bon père saint Vincent, le jour de sa fête et tout l’octave où je me suis abandonnée toute à Lui, et le priai qu’Il m’ôte toute pensée singulière à ce sujet et à tant d’autres. Au lieu de me trouver soulagée, je me suis sentie de plus en plus pressée de vous donner tout par écrit. Ainsi par obéissance, je me soumets. Je pense que je n’en serai plus inquiétée. Je suis, avec le plus profond respect, votre fille toute dévouée au Sacré-Cœur de Jésus et de Marie »,.
À ce jour, cette croix n’est toujours pas érigée.

### Fin de vie de Catherine
En 1870-1871, Catherine, comme tous les Parisiens, subit le siège de Paris par les troupes prussiennes, la famine puis les troubles de la Commune de Paris au cours de laquelle, dit-on, des révolutionnaires venaient demander des médailles au couvent.
À la fin de sa vie, Catherine déclare : « Je n’ai été qu’un instrument. Ce n’est pas pour moi que la Sainte Vierge est apparue. Si elle m’a choisie, ne sachant rien, c’est afin que l’on ne puisse pas douter d’elle ».
Catherine Labouré meurt le 31 décembre 1876 au 12 rue de Picpus, en ayant toujours été discrète sur ses visions, bien qu'à la fin de sa vie, son secret, jalousement gardé durant 46 ans, se soit un peu éventé. Ses dernières paroles avant de mourir sont : « Pourquoi craindre d'aller voir Notre-Seigneur, sa Mère et saint Vincent ? ».
Dans les jours qui suivent la mort de sœur Catherine, la foule se presse devant le cercueil de la religieuse, avant son inhumation. Une pauvre femme amène, dans une caisse montée sur roulettes, son fils de douze ans, infirme de naissance, qu’elle veut faire approcher du cercueil. L'enfant se lève soudain sur ses jambes. C'est le premier miracle directement attribué à sœur Catherine.

## Canonisation et vénération

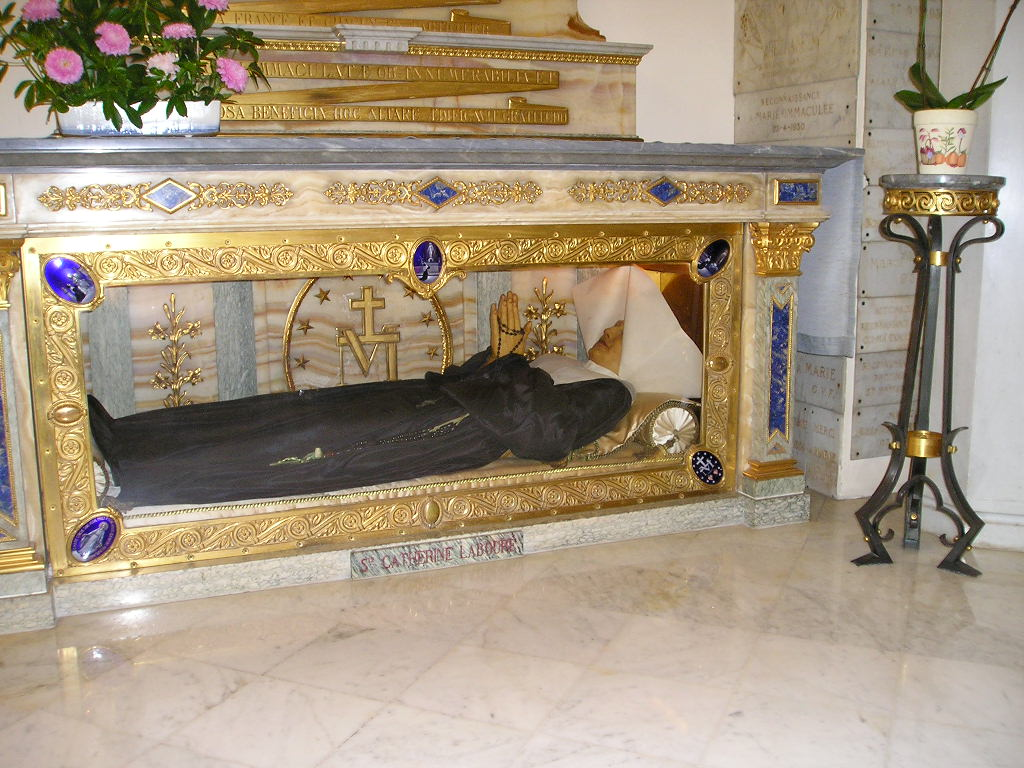
Châsse de sainte Catherine Labouré.

Un procès en béatification de la religieuse est ouvert en avril 1896. La démarche canonique prend fin en 1913.
À l'occasion de sa prochaine béatification, son corps, le 21 mars 1933, est exhumé de son cercueil constitué d'une bière en sapin emboîtée dans une caisse de plomb. Le corps est retrouvé en parfait état (personne myroblyte). Il est nettoyé, mis en habit de religieuse (avec notamment la cornette blanche aux larges ailes) et placé dans une châsse en bronze doré dans la chapelle de la Médaille miraculeuse au no 140 de la rue du Bac à Paris. Le pape Pie XI béatifie Catherine Labouré le 28 mai 1933,.
Catherine Labouré est canonisée le 27 juillet 1947 par le pape Pie XII. Elle est fêtée le 28 novembre,.
La dépouille de sainte Catherine repose dans la chapelle Notre-Dame-de-la-Médaille-miraculeuse, au 140 rue du Bac, à la droite de l'autel, sous la statue de la Vierge au globe. Dans cette même chapelle, sur la gauche, se trouve le corps de sainte Louise de Marillac, première supérieure des Filles de la charité. Et à peu de distance de là, se trouve la chapelle des Lazaristes où est exposé le corps de saint Vincent de Paul.

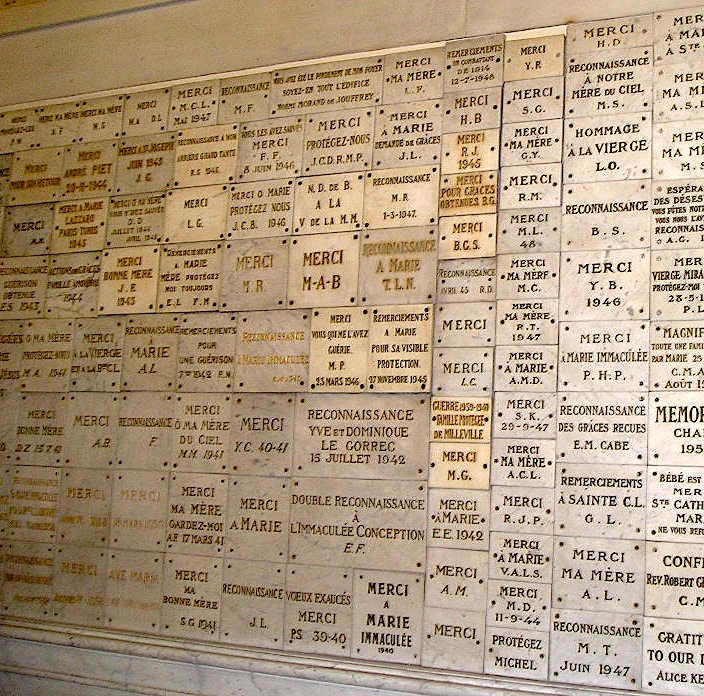
Ex-voto dans la chapelle de la Médaille miraculeuse, rue du Bac, à Paris.
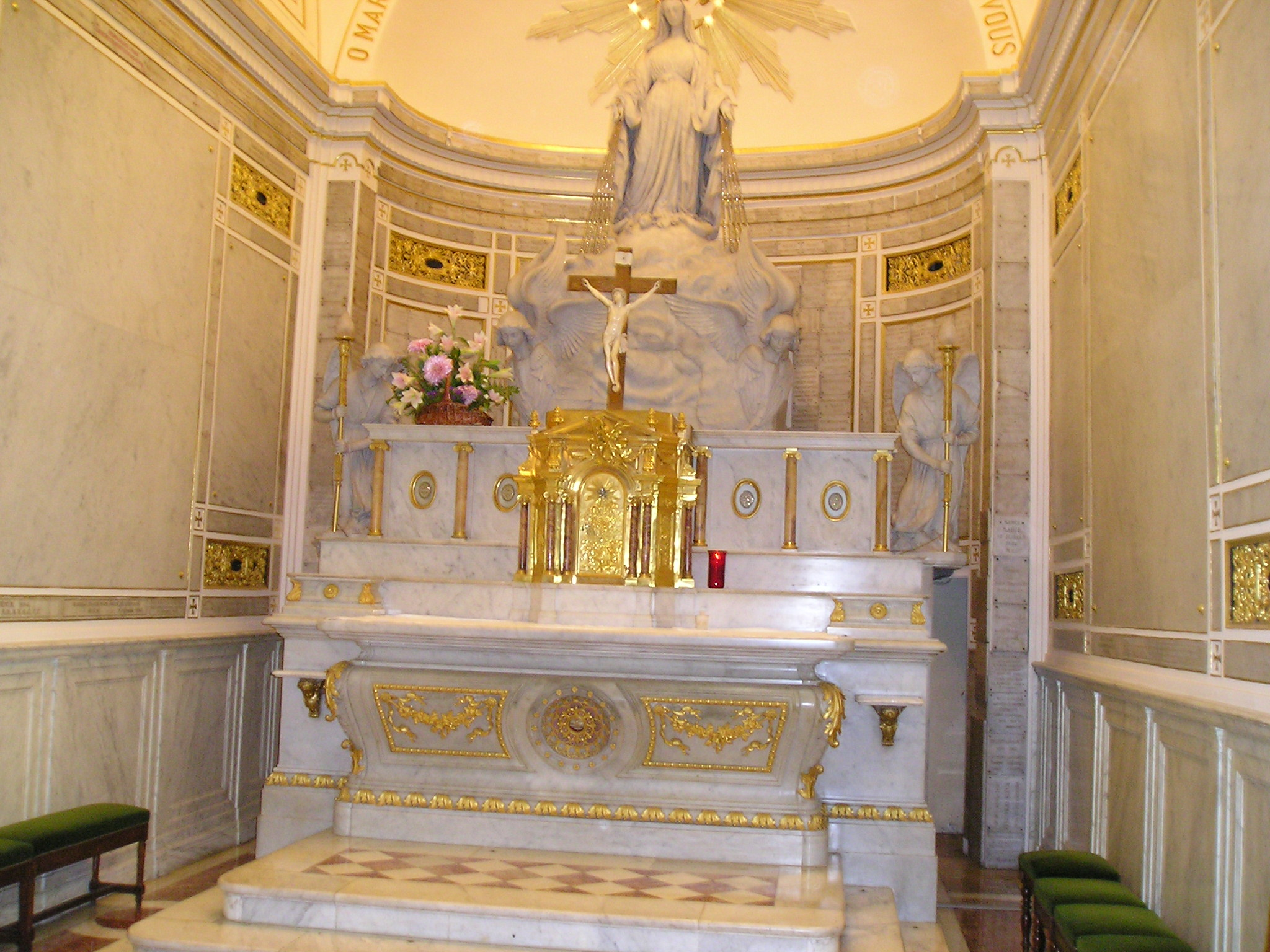
Autel de la chapelle de la Médaille miraculeuse.
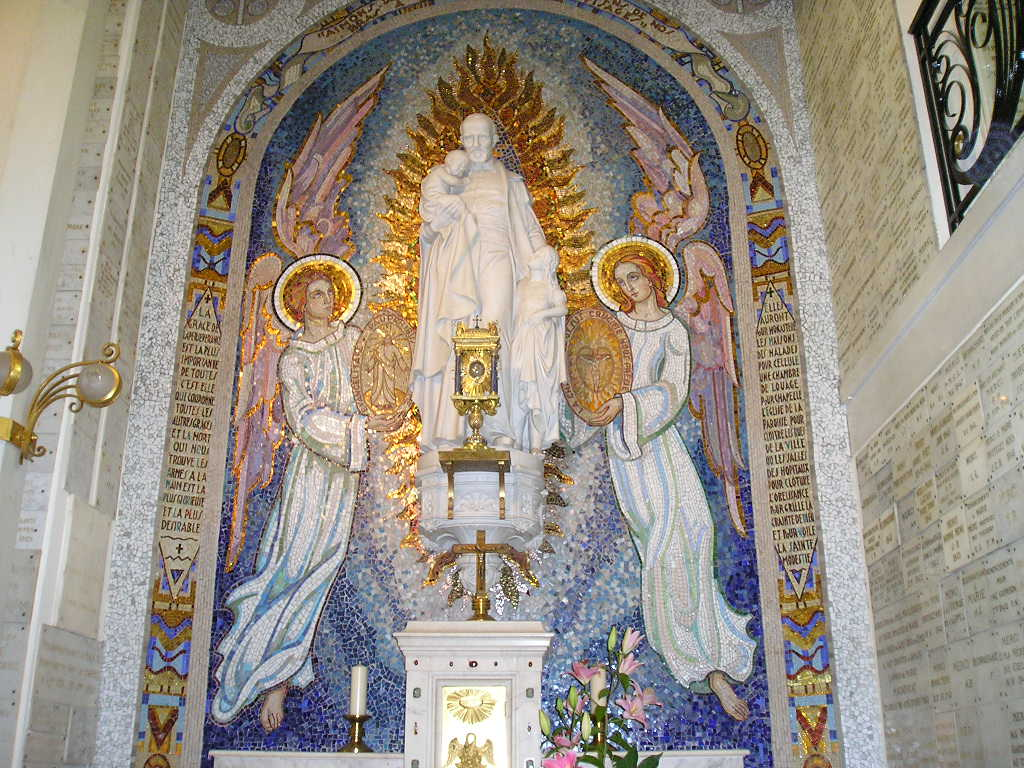
Statue de saint Vincent de Paul.
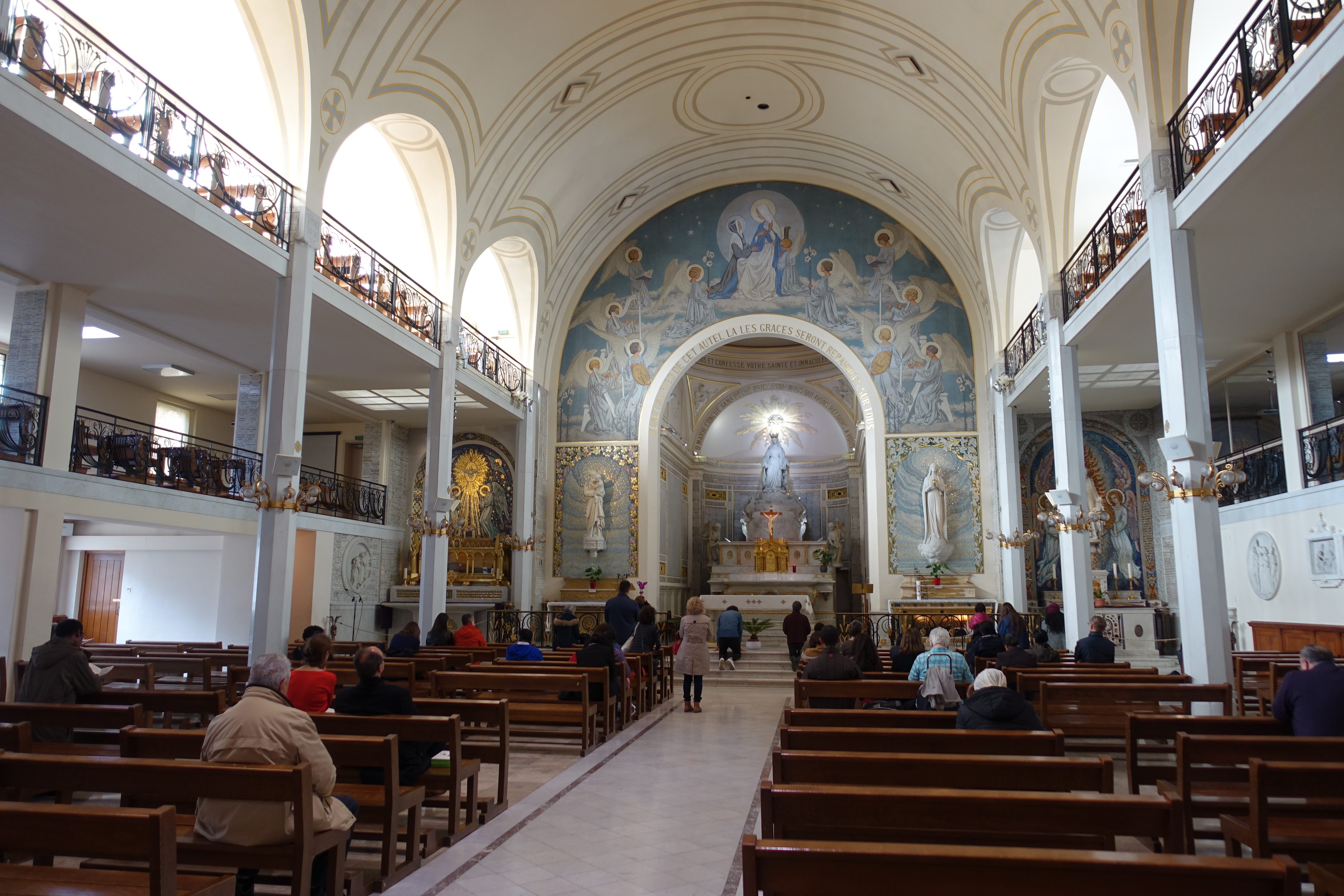
Vue d'ensemble de la chapelle.

## Hommage
À Paris, le jardin Catherine-Labouré lui rend hommage, près de la chapelle jouxtant le jardin où elle a eu ses apparitions.
L'ensemble scolaire Sainte-Catherine-Labouré, rue Gassendi, dans le XIVe arrondissement de Paris, porte également son nom.
Des reliques lui ayant appartenu sont déposées dans le nouvel autel de la cathédrale Notre-Dame de Paris, le 8 décembre 2024.